# Джеймс Педжет
Джеймс Педже́т (англ. James Paget (/ˈpædʒət/), також Сер Джеймс Педжет, 1-й баронет, англ. Sir James Paget, 1st Baronet; 11 січня 1814, Грейт Ярмут, Англія — 30 грудня 1899, Лондон) — британський хірург і патолог. Він відомий описом хвороби, яку назвали на його честь. Його разом з Рудольфом Вірховом вважають засновниками наукової медичної патології. Його відомі праці «Лекції з пухлин» (1851) і «Лекції з хірургічної патології» (1853).

## Біографія

### Походження
Він був сином Самуеля Педжета, торговця, пивовара та судновласника, який певний час був мером, та його дружини Сари Елізабет Толвер. Джеймс із багатодітної сім'ї, восьмим з 16 дітей. Його старший брат, сер Джордж Едвард Педжет, який в 1872 році став професором фізики в Кембриджському університеті, також зробив помітну кар'єру в медицині й отримав за це орден Бані.

### Ранні роки
Джеймс навчався в денній школі в Ярмуті, а згодом його планували відправити до флоту, але від цього зрештою відмовились, і у віці 16 років він почав навчатися на лікаря загальної практики, що тривало 4,5 роки. Тоді він години дозвілля присвятив ботаніці та зробив велику колекцію флори Східного Норфолка. Надалі, наприкінці свого навчання, він видав разом із одним із братів «Нарис природознавства Ярмута та його сусідів». Став учнем Чарльза Костертона, місцевого хірурга та аптекаря, а через чотири роки вступив до лікарні святого Варфоломія в Лондоні, з якою був пов'язаний протягом усього життя, де навчався чи працював надалі з 1834 по 1871 рік.
Він, будучи 21-річним студентом, вперше в світі у 1835 році виявив личинки збудника трихінельозу в діафрагмі 51-річного італійського каменяра, який начебто помер від туберкульозу,. Досліджуючи вузлики за допомогою мікроскопа, він виявив, що це маленькі інкапсульовані гельмінти, яких британський анатом і палеонтолог Річард Оуен назвав пізніше Trichina spiralis.

### Кар'єра
Закінчив Королівський хірургічний коледж у 1836 році, став його членом того ж року. Потім навчався приватно, був співредактором деяких медичних журналів і доповнював свої мізерні доходи перекладом статей з медичних журналів та книг. Упродовж 1837—1843 років він був куратором Музею анатомії коледжу хірургів, посади, на якій він відповідав за заготівлю органів та проведення розтинів.
Педжет у 1851 році розпочав приватну практику, і його успіх був значним, спирався як на його чарівну особистість, так і на анатомо-патологічні знання та хірургічні навички. У 1854 році він став екстраординарним хірургом королеви Вікторії, а за кілька років — ординарним хірургом принца Уельського. Став баронетом у 1877 році. Того ж року він описав характерне ураження кісток.
Він служив екстраординарним хірургом у 1858—1877 роках у лікарні святого Варфоломія, екстраординарним сержант-хірургом у 1867—1877 роках. Він був демонстратором анатомії, згодом став професором анатомії та хірургії в Королівському коледжі хірургів Англії (1847—1852) і був обраний членом Королівського товариства в 1851 році, його віце-президентом у 1873—1874 роках і президентом у 1875 році. Він був почесним віце-канцлером Лондонського університету і почесним доктором наук в університетах Оксфорда, Кембриджа та Едінбурга.
Незважаючи на те, що його приватна практика приносила йому 10000 фунтів стерлінгів на рік, Педжет продовжував активно займатися науковими дослідженнями, а також писати ґрунтовні книги з хірургічної патології, онкології та хірургії.
У 1871 році він ледь врятувався від смертельної ранової інфекції внаслідок випадкового порізу під час аутопсії. Тоді він звільнився з лікарні Святого Варфоломія та обмежився консультаційною практикою. Його успіх був феноменальним, спираючись на його чарівну особистість разом зі значними знаннями анатомії, патології та хірургічну майстерність.
Хоча він кинув оперативну діяльність у 64 роки, продовжував консультувати пацієнтів, і вже в 1891 році поїхав до Рима як радник. Коли він помер у Лондоні у 1899 році у віці 85 років, його поховання проводив його син, який був єпископом Оксфорда. Інший син, Стівен Педжет був добре відомий своїми зусиллями в експериментальній медицині, і в 1908 році заснував Товариство оборонних досліджень.

### Здобутки
Педжет одним із перших рекомендував хірургічне видалення пухлин кісткового мозку у випадку мієлоїдної саркоми замість ампутації кінцівки. Тоді основним напрямком діяльності Педжета була хірургія, проте нині його головним чином згадують як видатного гістолога, одного з перших, хто заохочував вивчати патологічну гістологію.
Його слава спирається на описи декількох захворювань, найвідомішим з яких є хвороба кісткової деформації, яку він описав у 1877 році. Його пацієнтом був чоловік із прогресуючою деформацією кісток, якого він вперше побачив у 1856 році. Педжет описав у нього збільшення черепної коробки, передньої частини вигину хребта, який створював мавпячу позу, і деформацію ніг. У 1872 році у пацієнта порушився зір через крововиливи в сітківку й розвинулася глухота. Під час втручання кістка була настільки м'якою, що її можна було порізати бритвою, тоді як були виявлені незвичні гістологічні результати. Однак етіологія хвороби й досі невідома, а генетична основа невизначена.
Найвідоміша його робота — каталог патологічного музею Королівського коледжу хірургів.

### Особисті риси
Педжет був худорлявим, середньої ваги, з довгим обличчям і яскравими очима. Був благородною і симпатичною особистістю, що користувалася найбільшою повагою та любов'ю, обдарованим оратором і вважався найкращим лектором у своїй області. Захоплювався лаконічністю і славився нею, не любив зарозумілості, епіграм і гасел, хоча сам використовував окремі як то: «Бути стислим — це бути мудрим».
Відомо, що Вільям Гладстон казав, що він розділив людей на два класи: «Хто чув і хто не чув Джеймса Педжета».
Педжет підтримував тісний контакт з німецькими науковцями і був все життя другом Рудольфа Вірхова. Педжет був затятим ворогом ортодоксальності в медицині, виступав за науковий підхід і боровся з антивівісекціоністами. Завдяки Педжету Вірхов приїхав до Лондона, щоб виголосити свою знамениту промову про важливість експериментів.
Серед багатьох його друзів були Вільям Гладстон, Альфред Теннісон, Луї Пастер, Флоренс Найтінгейл, Томас Генрі Гакслі та Чарлз Дарвін.

Педжет сказав: 
|  | Оскільки жоден з людей не є абсолютно однаковим за станом здоров'я, так і жоден з двох не має однакового стану хвороби; і жоден діагноз не є повним або точним, що не включає оцінку особистого характеру або стану пацієнта. |

Також він говорив: 
|  | Раніше була французька приказка, що „французькі лікарі лікують хворобу, а англійські — пацієнтів”. Наскільки це правда, це на честь англійців, бо для лікування хворої людини по праву потрібна діагностика не тільки хвороби, але й усіх способів та ступенів, в яких її передбачувані основні характеристики змінюються його особистими якостями, змішаними фонами, здійсненими в ньому умовами його минулого життя, і багатьма речами, крім того. |

### Сім'я
У 1844 році він одружився з Лідією Норт. У них народилося шестеро дітей.

## Хвороби та медичні об'єкти, названі на його честь
- Абсцес Педжета — абсцес, що формується біля залишку колишнього абсцесу після очевидного лікування[7].
- Екстрамамарна хвороба Педжета — рідкісний рак шкіри, що характеризується нальотом з певним краєм, виявленим в аногенітальній ділянці та в пахвових западинах. Вважається, що деякі випадки є сімейними, передаються як аутосомно-домінантна ознака[8].
- Клітини Педжета — типові для хвороби Педжета. Великі новоутворені епітеліальні клітини з великим ядром і легкою, багатою глікогеном цитоплазмою. Вони ростуть і поширюються спочатку лише в гермінавному шарі в епідермісі, лише пізніше проникають до базальної мембрани.
- Ознака (проба) Педжета — клінічний тест на виявлення рідиниї у плеврі. Два пальці дослідника на шкірі розсуваються, а третім пальцем робиться натиск. Відчуття флуктуації свідчить про наявність рідини у плеврі.
- Соскова хвороба Педжета — своєрідна форма раку молочної залози, що починається як екзематозний стан навколо ареоли. Характеризується великими клітинами з прозорою цитоплазмою (клітини Педжета) в поєднанні з глибшою карциномою. Найчастіше страждають жінки середнього віку[9].
- Хвороба Крювельє — Педжета — фон Шроттера — первинний тромбоз пахвової вени, іноді також підключичної та брахіальної. Це проявляється раптовим початком болю, почервонінням, болючістю, підвищенням венозного тиску в ураженій кінцівці та колатеральним кровообігом рук і плечей. Захворювання трапляється у здорових людей у віці від 18 до 50 років з більшим переважанням чоловіків. Симптоми виникають після енергійної роботи, але також без видимих причин[10][11][12].

## Основні твори
- Sketch of the Natural History of Yarmouth and its Neighbourhood, containing catalogues of the species of animals, birds, reptiles, fish, insects, and plants, at present known with Charles J Paget (F Skill, Yarmouth, 1834) (Ескіз природної історії Ярмута та його сусідів, що містить каталоги видів тварин, птахів, рептилій, риб, комах і рослин, відомих у даний час);
- Report on the chief results obtained by the use of the Microscope, in the study of human anatomy and physiology (London, 1842) (Звіт про основні результати, отримані при використанні мікроскопа, при вивченні анатомії та фізіології людини);
- The Motives to Industry in the study of Medicine. (London, 1846) (Мотиви працьовитості у вивченні медицини);
- Records of Harvey, in extracts from the journals of the Royal Hospital of St Bartholomew (London, 1846), (Записи Вільяма Гарвея, у витягах з журналів Королівської лікарні Святого Варфоломія);
- Hand-Book of Physiology By W S Kirkes assisted by J Paget (Taylor, Walton & Maberly; John Murray, London, 1848-) (Підручник з фізіології В. Кіркса разом з Д. Педжетом)
- Lectures on Tumours, etc. 1851. (Лекції про пухлини):
- Lectures on the processes of Repair and Reproduction after Injuries (London, 1849) Лекції з процесів відновлення та репродукції);
- Lectures on Surgical Pathology, Delivered at the R. C. S. England. 1863. 3rd edition by Will. Turner, 1870. American edition, Philadelphia, 1865. (Лекції з хірургічної патології);
- On gouty and some other forms of phlebitis. St. Bartholomew's Hospital Reports, London, 1866, 2: 82-92. Paget-Schrötter. (Флебіти при подагрі та інших хворобах);
- Pathological catalogue of the Museum of the Royal College of Surgeons. (Каталог патології музею Королівського коледжу хірургів);
- On diseases of the mammary areola preceding cancer of the mammary gland. St. Bartholomew's Hospital Report, 1874, 10: 87-89. (Про захворювання соскової ареоли, що передує раку молочної залози);
- Clinical Lectures and Essays. 1875. (Клінічні лекції та есе);
- On a form of chronic inflammation of bones (osteitis deformans). Medico-Chirurgical Transactions, London, 1877, 60: 37-63. (Про форму хронічного запалення кісток — деформаційний остеїт)
- Additional cases of osteitis deformans. Medico-Chirurgical Transactions, London, 1882, 65: 225—236. Also several works in the Transactions and Proceedings of the Royal Society; Medico-Chirurgical Transactions, London; St. Bartholomew Hospital Report; Lancet; Medical Times and Gazette, London; British Medical Journal, London. (Про додаткові випадки деформантів остеїту)